# Стивън Спилбърг
Стивън Алън Спилбърг, KBE (на английски: Steven Spielberg) е американски режисьор, сценарист и продуцент. В кариера, продължаваща вече четири десетилетия, филмите на Спилбърг покриват много теми и жанрове. Ранните му фантастични и приключенски филми стават образци за съвременното Холивудско кино. В по-късните години неговите филми започват да засягат теми като Холокоста, робството, войната и тероризма. Смятан е за един от най-известните и влиятелни режисьори в историята на киното. Три от неговите филми: „Челюсти“, „Извънземното“ и „Джурасик парк“ държат бокс офис рекорди, като всеки от тях е ставал най-доходоносния филм за времето си. Списание Форбс оценява състоянието на Спилбърг на $3 милиарда.
Стивън Спилбърг е рицар-командор на Британската империя от 2001 г. заради приноса му към филмовата индустрия.

## Биография
Спилбърг е роден в Синсинати, Охайо, в еврейско семейство. Майка му, Леа Адлър, била собственик на ресторант и пианистка, а баща му, Арнолд Спилбърг, е бил електрически инженер, участващ в разработката на компютри. Той прекарва детството си в Хадън Тауншип, Ню Джърси, където гледал един от първите филми на кино, както и в Скотсдейл, Аризона. В ранните си тийнейджърски години Спилбърг прави любителски приключенски филми с 8-милиметрова камера. Искал е по 25 цента вход за домашните си филми (които включвали сблъсъци на влакчетата му), а сестра му продавала пуканки.
През 1958 година той станал скаут и спечелил значка за фотография като направил 9-минутен 8-милиметров филм със заглавие „Последната престрелка“. Фотоапаратът на баща му бил счупен, затова той попитал командира на скаутската дружина дали може да заснеме филм с камерата на баща си. Той разрешил и така Спилбърг заснел своя уестърн. На 13-годишна възраст Спилбърг спечелил награда за 40-минутен военен филм озаглавен „Бягство към Никъде“, в който се разказва за битка в източна Африка. През 1963, на 16 години, Спилбърг пише и режисира първия си независим филм, 140-минутно фантастично приключение със заглавие „Небесни светлини“ (който бил и вдъхновението зад „Близки срещи от третия вид“). Филмът с бюджет 500 долара бил показан в местното кино и спечелил 1 долар. Спилбърг направил и няколко филма за Втората световна война, вдъхновени от разказите на баща му за войната.
След развода на родителите му, той се преместил в Саратога, Калифорния, заедно с баща си. Трите му сестри и майка останали в Аризона. Три години по-късно завършва гимазията в Саратога. Два пъти кандидатства неупешно в Унивеситета на Южна Калифорния, във факултета за театър, кино и телевизия. Следва в Калифорнийския държавен университет, Лонг Бийч. Кариерата му започнала когато се върнал в Юнивърсъл Студиос като неплатен стажант на пълен работен ден в отдела по монтаж. След като станал известен, Университетът на Южна Калифорния му връчва почетна диплома през 1994, а през 1996 той става попечител на университета. През 2002, тридесет и пет години след започването на колежа, Спилбърг завършва образованието си в Калифорнийския държавен университет и получава бакалавърска диплома за Филмово продуциране и електронни изкуства с възможност за филмово/видео продуциране.
Като стажант и гост на Юнивърсъл Студиос, през 1969 година Спилбърг прави своя първи късометражен филм за кино, 26-минутния „Амблин“, името на който Спилбърг по-късно използва за името на продуцентската си компания – Амблин Ентертейнмънт. След като Сидни Шайнбърг, вицепрезидентът по продуцентство за телевизионния отдел на Юнивърсъл, гледа филма, Спилбърг става най-младия режисьор, който подписва дългосрочен договор с голямо Холувудско студио. Той прекъсва обучението си в университета през 1969 година за да започне кариерата си на режисьор.

## Кариера

### Начална кариера (1968 – 1975)
Първата професионална работа за телевизията дошла когато той е бил нает да направи един от сегментите на пилотния епизод на „Нощна галерия“ през 1969 година. Откъсът „Очи“ е с участието на Джоан Крофорд. Епизодът се различава от останалата му работа по това, че камерата е много по-силно стилизирана от по-късните му филми. След това и един епизод на „Д-р Маркъс Уелби“, Спилбърг получава първата си задача за пълнометражен филм – епизод от „Името на играта“ със заглавие „Л.А. 2017“. Този футуристичен научнофантастичен епизод впечатлява Юнивърсъл Студиос и той подписва с тях кратък договор. Прави още един сегмент от „Нощна галерия“ и работи по други сериали като „Оуен Маршал: Правен съветник“ и „Психиатърът“ преди да започне работа по епизод от първия сезон на „Коломбо“.
Виждайки възможностите му, Юнивърсъл подписват договор със Спилбърг за четири телевизионни филма. Първият от тях е „Дуел“. Филмът е за полудял шофьор на камион с цистерна, който преследва ужасен шофьор в малка кола и се опитва да го избута от пътя. „Дуел“ е първият му пълнометражен филм и става голям хит, когато е пуснат в кината. Друг телевизионен филм („Нещо зло“) е направен за да извлече изгода от популярността на „Заклинателят“, който тогава още е бил нефилмиран роман-бестселър. Той изпълнил договора си режисирайки пилотен епизод с времетраене на телевизионен филм, с участието на Мартин Ландау. Кино дебютът на Спилбърг е „Шугърланд Експрес“, в който се разказва за двойка съпрузи, които са преследвани от полицията, защото искат да си върнат попечителството на тяхното бебе. Критиците хвалят стила на Спилбърг, но филмът се представил лошо на касите и получил ограничено разпространение.
Продуцентите на студиото Ричард Д. Занук и Дейвид Браун предлагат на Спилбърг режисьорския стол за „Челюсти“, трилър-ужаси по романа на Питър Бенчли за огромна акула-убиец. Въпреки невероятно големия успех на филма, снимките са били почти спрени заради забавяне и надхвърляне на бюджета.
Но Спилбърг показал постоянство и завършил филма. „Челюсти“ станал огромен хит, печелейки три Оскара (за монтаж, оригинална музика и звук) и събирайки повече от 470 милиона долара от цял свят. Този филм го превърнал в един от най-младите мултимилионери и му дал голяма свобода да избира следващите си проекти. Бил номиниран за Най-добър филм и отбелязал първото му от три сътрудничества с актьора Ричард Драйфус.

### Масова популярност (1975 – 1993)
След като отхвърля предложения да режисира „Челюсти 2“, „Кинг Конг“ и „Супермен“, Спилбърг и актьора Ричард Драйфус работят върху проект за НЛО-та, който станал „Близки срещи от третия вид“. Един от малкото филми, на които Спилбърг е и сценарист, „Близки срещи“ е критичен и финансов успех. За него Спилбърг получава първата си номинация за най-добър режисьор от Академията, както и други шест номинации за филма, от които печели в две категории (за операторско майсторство и за монтаж на звуковите ефекти). Този втори касоразбивач затвърдил издигането на Спилбърг. Следващият му проект, „1941“, високо-бюджетен фарс за Втората световна война, не бил толкова успешен и въпреки че спечелил над 92.4 милиона долара (и излязъл на печалба за Колумбия и Юнивърсъл) е сметнат за разочарование, предимно от критиците.
След това Спилбърг си партнира със създателя на „Междузвездни войни“ и негов приятел Джордж Лукас в направата на приключенския филм „Похитителите на изчезналия кивот“, първият от поредицата филми за Индиана Джоунс. Ролята на археолога-авантюрист Индиана Джоунс се играе от Харисън Форд, когото Лукас по-рано е избрал за ролята на Хан Соло в „Междузвездни войни“. Филмът станал най-печеливш за 1981 година и получил много номинации за Оскар, включително за най-добър режисьор (втората номинация за Спилбърг) и най-добър филм (вторият филм на Спилбърг с такава номинация).
Година по-късно, Спилбърг прави още един фантастичен филм – „Извънземното“. Това е история за едно момче, което се сприятелява с извънземно, което се опитва да се върне у дома, след като случайно е изоставено на Земята. Филмът става най-печеливш за всички времена. Номиниран е за девет награди на Академията, включително за най-добър филм и най-добър режисьор.
Между 1982 и 1985, Спилбърг продуцира три филма: „Полтъргайст“ (на който е и съсценарист), кино адаптация на „Зоната на здрача“ (в който е режисьор на един от четирите сегмента), и „Дяволчетата“ (на който освен че е изпълнителен продуцент, дава и идеята за сюжета).
Следващата му режисьорска работа е по продължението на „Похитителите“ – „Индиана Джоунс и храмът на обречените“. Отново в партньорство с Лукас и Форд, филмът е измъчван от несигурности около сценария. Този филм и продуцираният от Спилбърг „Гремлини“ води до създаването на рейтинга PG-13 от Американската филмова асоциация заради високото ниво на насилие във филми, насочени към млада публика. Въпреки това „Храмът на обречените“ получава рейтинг PG, макар и да е най-мрачният и най-изпълнен с насилие от всички филми за Индиана Джоунс. Филмът става касоразбивач през 1984 година. В този проект Спилбърг среща и бъдещата си жена, актрисата Кейт Капшоу.
През 1985 година Спилгърг прави „Пурпурен цвят“, адаптация на наградения с Пулицър роман на Алис Уокър, в който се разказва за проблемите на афроамериканските жени в първите десетилетия на 20 век, включващи бедност, расизъм и сексизъм. Главни роли в него имат Упи Голдбърг и бъдещата телевизионна водеща Опра Уинфри. Филмът постигнал огромен финансов успех, а критиците приветствали преминаването на Спилбърг към драматичния жанр. Получил единадесет номинации от Академията, включително две за Упи Голдбърг и Опра Уинфри. Въпреки това Спилбърг не получил номинация за най-добър режисьор. „Пурпурен цвят“ е вторият от двата филма на Спилбърг (първият от които е „Дуел“), чиято музика не е написана от Джон Уилямс.
През 1987 година, когато Китай започнал да се отваря към света, Спилбърг снима първия американски филм в Шанхай от 30-те години, адаптация по автобиографичната книга „Империята на Слънцето“, с участието на Джон Малкович и младия Крисчън Бейл. Филмът събира положителни оценки и е номиниран за няколко Оскара, но не донася съществени постъпления.
След два драматични филма, през 1989 година Спилбърг се връща към приключенския жанр и режисира третия филм за Индиана Джоунс – „Индиана Джоунс и последният кръстоносен поход“. Отново работи с Лукас и Форд, но избира и актьора Шон Конъри в поддържаща роля като бащата на Индиана. Филмът получил добри отзиви от критиката и става най-печелившия филм на годината в целия свят. Също през 1989 той работи за трети път с Ричард Драйфус в романтичния филм „Винаги“, за безразсъден пилот, който гаси горски пожари. Първият романтичен филм на Спилбърг е скромен финансов успех и получава смесени отзиви.
През 1991 Спилбърг режисира „Хук“, в който се разказва за порасналия Питър Пан, изигран от Робин Уилямс, който се завръща в Небивалата земя. Въпреки много преработки по сценарии и смесените рецензии от критиката, филмът станал популярен сред публиката, печелейки над 300 милиона долара в цял свят (от 70 милиона бюджет).
През 1993 Спилбърг екранизира романа на Майкъл Крайтън „Джурасик Парк“, в който се разказва за увеселитен парк с клонирани динозаври. С революционни специални ефекти от компанията на Джордж Лукас „Индъстриъл Лайт Енд Меджик“, филмът става най-печелившия за всички времена с над 900 милиона долара. Това е третият път, в който филм на Спилбърг чупи този рекорд.
Следващият филм на Спилбърг, „Списъкът на Шиндлер“, е по истинската история на Оскар Шиндлер, човек, който рискува живота си за да спаси над 1000 евреи от Холокоста. „Списъкът на Шиндлер“ спечелил за Спилбърг първата му награда от Академията за най-добър режисьор (спечелил и за най-добър филм). С приходите от филма Спилбърг създал Фонадацията „Шоа“, организация, която архивира записани разкази на оцелели от Холокоста.

### След 1994
През 1994 Спилбърг си взема почивка от правенето на филми и прекарва времето си със семейството си и в изграждането на новото си студио ДриймУъркс. с партньорите си Джефри Катценбърг и Дейвид Гефън. През 1997 година той прави продължението на „Джурасик парк“ „Изгубеният свят: Джурасик парк“, който печели 618 милиона долара от цял свят и остава вторият по-големина хит на година след „Титаник“ на Джеймс Камерън (който надминал рекорда на първия „Джурасик парк“ по постъпления от билети).
Следващият му филм „Амистад“ е по истинската история за бунт на кораба „Амистад“ от африкански роби през 1839 година и съдебния процес след него. Въпреки добрите оценки от критиците, той не се представил добре в кината. Спилбърг разпространил „Амистад“ с компанията „Дриймуъркс Пикчърс“, с която разпространявал всичките си филми до „Индиана Джоунс и кралството на кристалния череп“ през май 2008 година.
Същата година излиза и филмът му за Втората световна война „Спасяването на редник Райън“, в който се разказва за капитан Джон Милър (Том Ханкс) и седем мъже, докато търсят редник Джеймс Франсис Райън, чиито трима братя вече са загинали на фронта. Филмът бил голям успех сред публиката, печелейки 481 милиона долара по света. Спилбърг спечелил втория си Оскар за режисура. Изобразителното, реалистично показване на насилието в битките повлияват по-късно върху други военни филми като „Блек Хоук“ и „Враг пред портата“. Филмът е и първият голям хит на „Дриймуъркс“, които съпродуцират филма с „Парамаунт пикчърс“. По-късно Спилбърг и Том Ханкс продуцират телевизиония минисериал „Братя по оръжие“.
През 2001 година Спилбърг филмира последния проект на своя колега и приятел Стенли Кубрик – „A.I.: Изкуствен интелект“. Филмът разказва за хуманоиден андроид, който иска да обича. „Изкуствен интелект“ се отличава с революционни визуални ефекти и многопластова символична история, адаптирана от Спилбърг. Въпреки че филмът не бил добре посрещнат от американската публика, той печели 236 милиона долара от публиките по света.
Спилбърг и актьорът Том Круз си сътрудничат за първи път във футуристичния филм „Специален доклад“, по разказа на Филип К. Дик, в който се разказва за полицейски капитан, който през 2054 година е обвинен че ще убие човек, когото не познава. Филмът получил много добри отзиви от критиката и спечелил 358 милиона долара от цял свят.
Във филма на Спилбърг от 2002 година „Хвани ме, ако можеш“ се разказва за дръзките приключения на млад измамник, изигран от Леонардо ди Каприо. За този филм Кристофър Уокън получава номинация за Оскар за най-добър актьор в поддържаща роля. Постигнал успех сред публиката и критиката.
Спилбърг работи отново с Том Ханкс заедно с Катрин Зита-Джоунс и Стенли Тучи през 2004 г. в „Терминалът“, история за човек от Източна Европа, който е хванат в капан на летище, когато му забраняват да влезе в Съединените щати и в същото време не може да се върне в родната си страна, защото там има революция.
През 2005 година Спилбърг режисира съвременна адаптация на „Война на световете“, по едноименния роман на Хърбърт Уелс. В главните роли са Том Круз и Дакота Фанинг. За разлика от „Близки срещи от третия вид“ и „Извънземното“, в които се показват дружелюбни посетители, във „Война на световете“ има враждебни нашественици. Филмът е още един касоразбивач, достигайки 591 милиона по световните екрани.
Следващият филм на Спилбърг е „Мюнхен“, който разказва за събитията след Мюнхенското клане през 1972 г. Филмът получил високи оценки от критиката, но не се представил много добре в кината и остава един от най-противоречивите му филми. Мюнхен получава пет номинации на Академията – най-добър филм, най-добър монтаж, за оригинална музика (от Джон Уилямс), най-добър адаптиран сценарий и най-добър режисьор за Спилбърг. Това била шестата му номинация за най-добър режисьор и петата за най-добър филм.
През 2007 година Спилбърг режисира „Индиана Джоунс и кралството на кристалния череп“, който излиза по кината на следващата година. Това е четвъртият и последен филм от поредицата за Индиана Джоунс. Представил се добре сред публиката и спечелил 786 милиона долара от цял свят.

### 2009-2015
В началото на 2009 г. Спилбърг заснема първия филм от планираната трилогия пълнометражни филми с технология улавяне на движение, посветени на комикс поредицата „Приключенията на Тентен“ на белгийския художник Ерже. Режисьорът работи в сътрудничество с новозеландския режисьор Питър Джаксън. „Приключенията на Тинтин: Тайната на еднорога“ е завършен до октомври 2011 г. Проектът търпи забавяне поради трудностите в процеса по компютърно анимиране. Световната премиера е на 22 октомври 2011 г. в Брюксел, Белгия, а за Северна Америка – на 21 декември 2011 за 3D и IMAX. Лентата получава позитивни отзиви от критиката и достига печалба в световен план от $373 милиона. На следващата година филмът печели Златен глобус за най-добър пълнометражен анимационен филм. и става първата анимация с награда в тази категория от въвеждането ѝ, която не е произведена от студио Пиксар. Джаксън е обявен за режисьор и на втората част.
Следващият филм на Спилбърг „Боен кон“ е заснет в Англия през пролетта на 2010 г. Лентата е реализирана четири дни след премиерата на Тин-Тин на 25 декември 2011 г. Кинопроизведението е базирано на роман със същото име, написан от Майкъл Морпурго и публикуван 1982 г. Сюжетът на филма проследява приятелството между британско момче и неговия кон Джой преди и по време на Първата световна война. Книгата също така търпи успех като пиеса в Лондон, играеща се все още там, както и на Бродуей. Дистрибутор на „Боен кон“ е Уолт Дисни, с които Дрийм Уоркс прави сделка за разпространение през 2009 г. Лентата е първата от четирите филма на Спилбърг, реализирани от Дисни. „Боен кон“ получава положителни оценки от критиката и е номиниран за шест награди „Оскар“, включително „Най-добър филм“.
Следващият филм, режисиран от Спилбърг, е историческата драма „Линкълн“, в която участват Даниъл Дей-Люис като президента на Съединените щати Ейбрахам Линкълн и Сали Фийлд като Мери Тод Линкълн, първата дама. Лентата е базирана на бестселъра на Дори Кийрнс Гудуин „Група от съперници: Политическия гений на Ейбрахам Линкълн“. Кинотворбата проследява последните четири месеца от живота на президента. Сценарият е дело на Тони Къшнър. Филмът е заснет в Ричмънд, Вирджиния, в края на 2011 г. и излиза на екрана ноември 2012 г. След тръгването му по-екрана творбата на Спилбърг получава широко признание от критиката и е номинирана за 12 награди Оскар (най-много сравнение с другите филми), включително за „Най-добър филм“ и „Най-добър режисьор“. Лентата печели наградата за „Най-добра художествена постановка“ и Даниел Дей-Луис взима Оскара за „Най-добра главна мъжка роля“, с което става първия актьор три пъти носител на този род награда и първия победил в тази категория за произведение, режисирано от Спилбърг.
На 2 май 2013 г. е съобщено, че Спилбърг ще режисира филм за историята на американския снайперист Крис Кайл със заглавие „Американски снайперист“. На 5 август 2013 г. обаче е анонсирано, че режисьорът е решил да не участва в лентата, а вместо него на режисьорския пулт ще застане Клинт Истууд.
В 2015 г. Спилбърг режисира „Мостът на шпионите“ – филм за Студената война, базиран на инцидента „1960 U-2“ и фокусиран върху преговорите на Джеймс Би. Донован със Съветския съюз за освобождаването на пилота Франсис Гари Пауърс, след като самолетът на втория е бил свален, когато е прелитал над територията на Съюза. В лентата участват Том Ханкс като Донован, подкрепен с актьорски състав от Марк Риланс, Ейми Райън и Алън Алда. Сценарият е дело на братята Коен. Продукцията започва снимки септември 2014 г. до декември същата година с локации: Ню Йорк, Берлин и Вроцлав, Полша (която е представена за Източен Берлин). Филмът излиза на екран на 16 октомври 2015 г. и получава добра оценка от критиката. „Мостът на шпионите“ е номиниран за шест награди Оскар, включително и за „Най-добър филм“. Риланс печели наградата за „Най-добра поддържаща мъжка роля“, с което става втория актьор носител на Оскар във филм на Спилбърг.

### 2016 до момента
„Добрият великан“, следващата продукция на Спилбърг, е адаптация по книгата за деца „Г.Д.В.“ на уелшкия писател Роалд Дал. Филмът е с участието на новоизгряващата Руби Барнхил и Риланс в главната роля на Добрия великан или Би Еф Джи. „Дриимуъркс“ откупува правата за книгата през 2010 г. Първоначално проектът е планиран да бъде режисиран от Джон Мадън. „Добрият великан“ е последният филм със сценарий на Мелиса Матисон, сценариската на „Извънземното“, която умира преди започване на снимките. Лентата е ко-продуцирана, реализирана от „Уолт Дисни Пикчърс“, което я прави първият филмов продукт на Дисни, рижисиран от Спилбърг. Премиерата „Добрият великан“ се състои извън конкурса на Филмовия фестивал в Кан на 14 май 2016 г. Продуктът получава широко разпространение в САЩ на 1 юли 2016 г.
Спилбърг режисира Том Ханкс и Мерил Стрийп във „Вестник на властта“, където се проследява скандалът от 1971 г. след като „Вашингтон Поуст“ публикува документи от Пентагона. Снимките на филма започват в Ню Йорк на 30 май 2017 г. Лентата получава ограничена прожекция на 22 декември 2017 г. и широко разпространение на 12 януари 2018 г.
Спилбърг режисира филмовата адаптация на популярния научнофантастичен роман „Играч първи, приготви се“ от Ърнес Клайн. Лентата е с участието на Тай Шеридан, Оливия Кук, Бен Менделсон, Саймън Пег и Марк Риланс. Снимките започват в Лондон юли 2016 г. година преди излизането на „Вестник на властта“. Последният филм е заснет, редактиран и реализиран по време на дългия пост-снимачен процес, заради специалните ефекти. „Играч първи, приготви се“ първоначално е планиран да излезе по екрана на 15 декември 2017 г. от Уорнър Брадърс, но е отложен за 29 март 2018 г., за да се избегне съревнованието с „Междузвездни войни: Епизод VIII. Последните джедаи“. Лентата на Спилбърг имя своята ветовна премиера на фестивала „Саут бай Саутуест“ на 11 март 2018 г.
През 2019 г. Спилбърг заснема „Уестсайдска история“, адаптация на театралния мюзикъл от 1957 г. В лентата участват актьорите Ансел Елгорт и Рейчъл Зиглър, която прави своя дебют, подкрепени от актьорски състав – Ариана Дебос, Дейвид Алварез, Майк Фейст и Рита Морено. Сценарият е дело на Тони Къшнър и се предържа към оригиналното място на развитие 50-те в Америка. „Уестсайдска история“ е пуснат на екрана декември 2021 и е посрещнат добре от критиката, получава седем номинации за Оскар, като Дебос печели за „поддържаща роля“, четири номинации „Златен глобус“, от които печели три: „Най-добър филм – мюзикъл или комедия“, „Най-добра актриса за мюзикъл или комедия“ за Рейчъл Зеглер и „Най-добра актриса в поддържаща роля“ за Дебос. Лентата обаче е неуспешна по приходи и е обявена за „провал“.

### Предстоящи проекти
Било е планувано Спилбърг да режисира пета част от поредицата за Индиана Джоунс. В бъдещия проект ще участват Харисън Форд с продуценти Катлийн Кенеди и Франк Маршал. През 2016 г. е оповестено, че сценарист ще е Дейвид Коп и лентата има премиера на 10 юли 2019 г., продуцирана от Дисни. След промени в заснемането и датата на излизане, продукцията е отложена заради смяната на сценариста – новият сценарист е Джонатан Каздан. Малко след това е оповестена нова дата 9 юли 2021 г. През май 2019 г. е назначен Дан Фогелман, за да напише нов сценарий, базиран на историята на Каздан, като отпада темата за златният влак на нацистите. Февруари 2020 г. е обявено, че Спилбърг няма да е режисьор на проектът, отчасти заради творчески различия с Коп. Името му може да фигурира като част от продуценския екип. Април 2020 премиерата на филма е отложена отново за 29 юли 2022 г. поради пандемията с Ковид-19. Октомври 2021 е обявено трето отлагане за 30 юни 2023. Филмът започва да се снима в Обединеното краство през юни 2021 и приключва снимки февруари 2022.
Следващият филм на Спилбърг е със заглавие „Семейство Фабелман“ и представлява интерпретация на детството му. Сценарият е написан от Спилбърг и Къшнър. Актьора Гейбриъл Лабел играе персонаж, вдъхновен от Спилбърг, докато Мишел Уилямс е в ролята на майката, Пол Дейно – бащата, а Сет Роугън любимия чичо. Филмът започва снимки в Лос Анджелис през юли 2021 и ще излезе на екрана 3 ноември 2022 от „Юнивърсъл Студиос“.

## Личен живот

### Бракове и деца
От 1985 г. до 1989 г. Спилбърг е женен за актрисата Ейми Ървинг. След развода тя получила 100 милиона долара от Спилбърг, след като съдията не признал предбрачното споразумение, написано на салфетка. Техният развод се смята за третия най-скъп развод в историята. След развода, Спилбърг и Ървинг споделят попечителството над техния син – Макс Самюел.
Впоследствие Спилбърг започва връзка с актрисата Кейт Капшоу, с която се запознава когато я избира за роля в „Индиана Джоунс и храмът на обречените“. Те се оженили на 12 октомври 1991 г. Капшоу приема юдаизма. Движат се между четирите си дома в Лос Анжелис, Калифорния; Ню Йорк Сити; Източен Хамптън, Ню Йорк; и Нейпълс, Флорида.
Спилбърг и Кейт Капшоу имат седем деца:
- Джесика Капшоу (родена на 9 август 1976 г.) – дъщеря от предишен брак на Кейт Капшоу с Робърт Капшоу
- Макс Самюел Спилбърг (роден на 13 юни 1985 г.) – син от предишен брак на Спилбърг с Ейми Ървинг.
- Тео Спилбърг (роден 1988) – осиновен от Капшоу син преди брака и със Спилбърг, който по-късно също го осиновява[81]
- Саша Ребека Спилбърг (родена на 14 май 1990, Лос Анджелис)[82][83]
- Сойер Ейвъри Спилбърг (роден на 10 март 1992, Лос Анджелис)[84]
- Микаела Джордж (родена на 28 февруари 1996) – осиновена заедно с Кейт Капшоу
- Дестри Алин Спилбърг (родена на 1 декември 1996)

## Режисьорски почерк
В юношеските си години Спилбърг наблюдава Алфред Хичкок. Подобно на своя кумир той опитва да направи публиката съпричастна на действието, което се развива на екрана. Спилбърг разказва историите си под звуците на музиката на Джон Уилямс. В това отношение Спилбърг е най-близък до съветския режисьор Сергей Айзенщайн. Айзенщан е пряк предшественик на Спилбърг в използването на визуална образност, придружена от симфонична музика. (Музиката на „Александър Невски“ и „Иван Грозни“ е писана от Сергей Прокофиев, чийто последовател е Уилямс).

## Филмография
| Година | Заглавие на български                             | Оригинално заглавие                                  | Бележки                                |
| ------ | ------------------------------------------------- | ---------------------------------------------------- | -------------------------------------- |
| 1971   | „Дуел“                                            | „Duel“                                               | Първият пълнометражен филм на Спилбърг |
| 1974   | „Шугърланд Експрес“                               | „The Sugarland Express“                              |                                        |
| 1975   | „Челюсти“                                         | „Jaws“                                               |                                        |
| 1976   | „Близки срещи от третия вид“                      | „Close Encounters of the Third Kind“                 |                                        |
| 1979   | „1941“                                            | „1941“                                               |                                        |
| 1981   | „Похитителите на изчезналия кивот“                | „Raiders of the Lost Ark“                            |                                        |
| 1982   | „Извънземното“                                    | „E.T. the Extra-Terrestrial“                         |                                        |
| 1983   | „Зоната на здрача: Филмът“                        | „Twilight Zone: The Movie“                           | Режисьор на един от четирите откъса    |
| 1984   | „Индиана Джоунс и храмът на обречените“           | „Indiana Jones and the Temple of Doom“               |                                        |
| 1985   | „Пурпурен цвят“                                   | „The Color Purple“                                   |                                        |
| 1987   | „Империята на Слънцето“                           | „Empire of the Sun“                                  |                                        |
| 1989   | „Индиана Джоунс и последният кръстоносен поход“   | „Indiana Jones and the Last Crusade“                 |                                        |
| 1989   | „Винаги“                                          | „Always“                                             |                                        |
| 1991   | „Хук“                                             | „Hook“                                               |                                        |
| 1993   | „Джурасик парк“                                   | „Jurassic Park“                                      |                                        |
| 1993   | „Списъкът на Шиндлер“                             | „Schindler's List“                                   |                                        |
| 1997   | „Изгубеният свят: Джурасик парк“                  | „The Lost World Jurassic Park“                       |                                        |
| 1997   | „Амистад“                                         | „Amistad“                                            |                                        |
| 1998   | „Спасяването на редник Райън“                     | „Saving Private Ryan“                                |                                        |
| 2001   | „A.I.: Изкуствен интелект“                        | „A.I. Artificial Intelligence“                       |                                        |
| 2002   | „Специален доклад“                                | „Minority Report“                                    |                                        |
| 2002   | „Хвани ме, ако можеш“                             | „Catch Me if You Can“                                |                                        |
| 2004   | „Терминалът“                                      | „The Terminal“                                       |                                        |
| 2005   | „Война на световете“                              | „War of the Worlds“                                  |                                        |
| 2005   | „Мюнхен“                                          | „Munich“                                             |                                        |
| 2008   | „Индиана Джоунс и кралството на кристалния череп“ | „Indiana Jones and the Kingdom of the Crystal Skull“ |                                        |
| 2011   | „Приключенията на Тинтин: Тайната на еднорога“    | „The Adventures of Tintin: Secret of the Unicorn“    | Премиера на 23 декември 2011 г.        |
| 2011   | „Боен кон“                                        | „War Horse“                                          | Премиера на 28 декември 2011 г.        |
| 2011   | „Падащи небеса“                                   | „Falling skies“                                      |                                        |
| 2012   | „Линкълн“                                         | „Lincoln“                                            |                                        |
| 2015   | „Мостът на шпионите“                              | „Bridge of Spies“                                    |                                        |
| 2016   | „Добрият великан“                                 | „The BFG“                                            |                                        |
| 2017   | „Вестник на властта“                              | „The Post“                                           |                                        |
| 2018   | „Играч първи, приготви се“                        | „Ready Player One“                                   |                                        |
| 2021   | „Уестсайдска история“                             | „West Side Story“                                    |                                        |
| 2022   | „Семейство Фабелман“                              | „The Fabelmans“                                      |                                        |

## Награди и номинации

### Награди на Академията
- 1978: Най-добър режисьор („Близки срещи от третия вид“, номиниран)
- 1982: Най-добър режисьор („Похитителите на изчезналия кивот“, номиниран)
- 1983: Най-добър режисьор („Извънземното“, номиниран)
- 1983: Най-добър филм („Извънземното“, номиниран)
- 1986: Най-добър филм („Пурпурен цвят“, номиниран)
- 1987: Паметна награда Ървинг Г. Толбърг (спечелена)
- 1994: Най-добър режисьор („Списъкът на Шиндлер“, спечелена)
- 1994: Най-добър филм („Списъкът на Шиндлер“, спечелена)
- 1999: Най-добър режисьор („Спасяването на редник Райън“, спечелена)
- 1999: Най-добър филм („Спасяването на редник Райън“, номиниран)
- 2006: Най-добър режисьор („Мюнхен“, номиниран)
- 2006: Най-добър филм („Мюнхен“, номиниран)
- 2007: Най-добър филм („Писма от Иво Джима“, номиниран)

### Награди БАФТА
- 1976: Най-добра режисура („Челюсти“, номиниран)
- 1979: Най-добра режисура („Близки срещи от третия вид“, номиниран)
- 1979: Най-добър сценарий („Близки срещи от третия вид“, номиниран)
- 1983: Най-добра режисура („Извънземното“, номиниран)
- 1983: Най-добър филм („Извънземното“, номиниран)
- 1986: Academy Fellowship (награда за цялосто творчество) (спечелена)
- 1994: Най-добър филм („Списъкът на Шиндлер“, спечелена)
- 1994: Награда за режисура „Дейвид Лийн“ („Списъкът на Шиндлер“, спечелена)
- 1999: Най-добър филм („Спасяването на редник Райън“, номиниран)
- 1999: Награда за режисура „Дейвид Лийн“ („Спасяването на редник Райън“, номиниран)

### Фестивал в Кан
- 1974: Най-добър сценарий („Шугърланд Екпрес“, спечелена)
- 1974: Златна палма („Шугърланд Екпрес“, номиниран)

### Награди Златен глобус
- 1976: Най-добър режисьор („Челюсти“, номиниран)
- 1978: Най-добър режисьор („Близки срещи от третия вид“, номиниран)
- 1978: Най-добър сценарий („Близки срещи от третия вид“, номиниран)
- 1982: Най-добър режисьор („Похитителите на изчезналия кивот“, номиниран)
- 1983: Най-добър филм – Drama („Извънземното“, спечелена)
- 1983: Най-добър режисьор („Извънземното“, номиниран)
- 1986: Най-добър режисьор („Пурпурен цвят“, номиниран)
- 1994: Най-добър филм – Драма („Списъкът на Шиндлер“, спечелена)
- 1994: Най-добър режисьор („Списъкът на Шиндлер“, спечелена)
- 1998: Най-добър режисьор („Амистад“, номиниран)
- 1999: Най-добър филм – Драма („Спасяването на редник Райън“, спечелена)
- 1999: Най-добър режисьор („Спасяването на редник Райън“, спечелена)
- 2002: Най-добър режисьор („A.I. Изкуствен Интелект“, номиниран)
- 2006: Най-добър режисьор („Мюнхен“, номиниран)
- 2008: Награда „Сесил Демил“ (спечелена)

### Холивудска Алея на славата
- 2003: Звезда на Алеята на славата

### Други награди и отличия
- 1998: Орден за заслуги на Федерална република Германия
- 2001: Орден на Британската империя
- 2003: Орден за заслуги на Италианската република